# Rodrigo Longaray
Rodrigo de Oliveira Longaray (Porto Alegre, 12 maggio 1985) è un ex calciatore brasiliano, di ruolo centrocampista.

## Carriera

### Club
Il 14 agosto 2013 viene acquistato dal Cerro.